# 朗代尔鲁阿
朗代尔鲁阿（法語：Landerrouat）是法国吉伦特省的一个市镇，属于朗贡区（Langon）佩莱格吕埃县（Pellegrue）。该市镇总面积4.99平方公里，2009年时的人口为182人。

## 人口
朗代尔鲁阿人口变化图示